# ISO 3166-2:BN
Kódy ISO 3166-2 pro Brunej identifikují 4 distrikty (stav v roce 2015). První část (BN) je mezinárodní kód pro Brunej, druhá část sestává z dvou písmen identifikujících distrikt.

## Seznam kódů
| kód   | distrikt     |
| ----- | ------------ |
| BN-BE | Belait       |
| BN-BM | Brunei-Muara |
| BN-TE | Temburong    |
| BN-TU | Tutong       |